# A Ditadura Encurralada
A Ditadura Encurralada é o quarto volume da série sobre a ditadura militar no Brasil, escrito pelo jornalista Elio Gaspari. Cobre o intervalo do início de 1975 até o episódio da demissão do Gen. Sylvio Frota, em 12 de outubro de 1977.[carece de fontes?]